# Wierzyki
Wierzyki [pronunciación en polaco: /vjɛˈʐɨki/] es un pueblo en el distrito administrativo de Gmina Krzyżanów, dentro de Distrito de Kutno, Voivodato de Łódź, en Polonia central. Se encuentra aproximadamente 5 kilómetros al oeste de Krzyżanów, 6 kilómetros al sur de Kutno, y 45 kilómetros al norte de la capital regional, Łódź.